# نيكولاس ستون

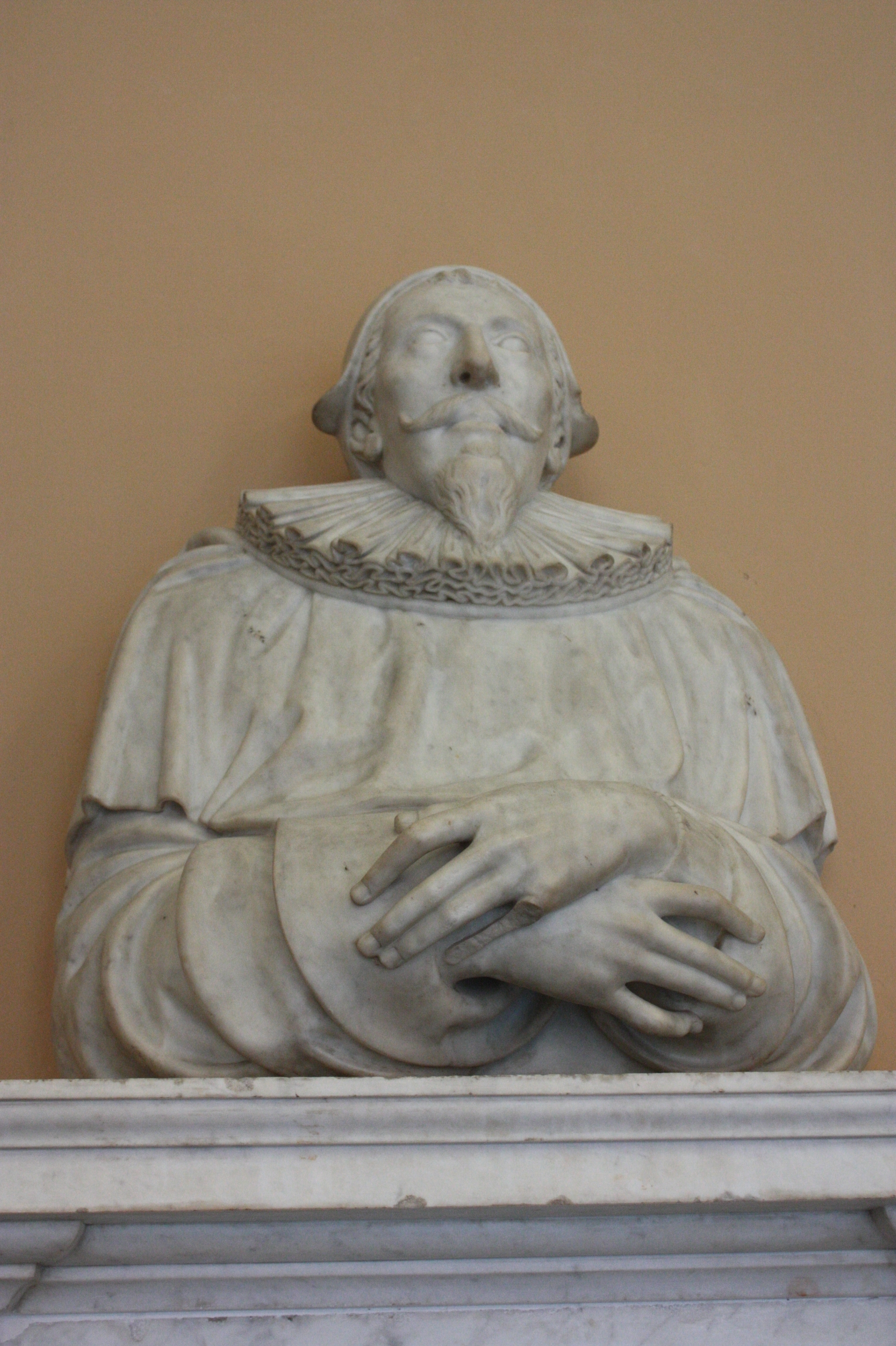
نصب لهينيج فينش من عمل نيكولاس ستون، 1632، موجود في متحف فكتوريا وألبرت

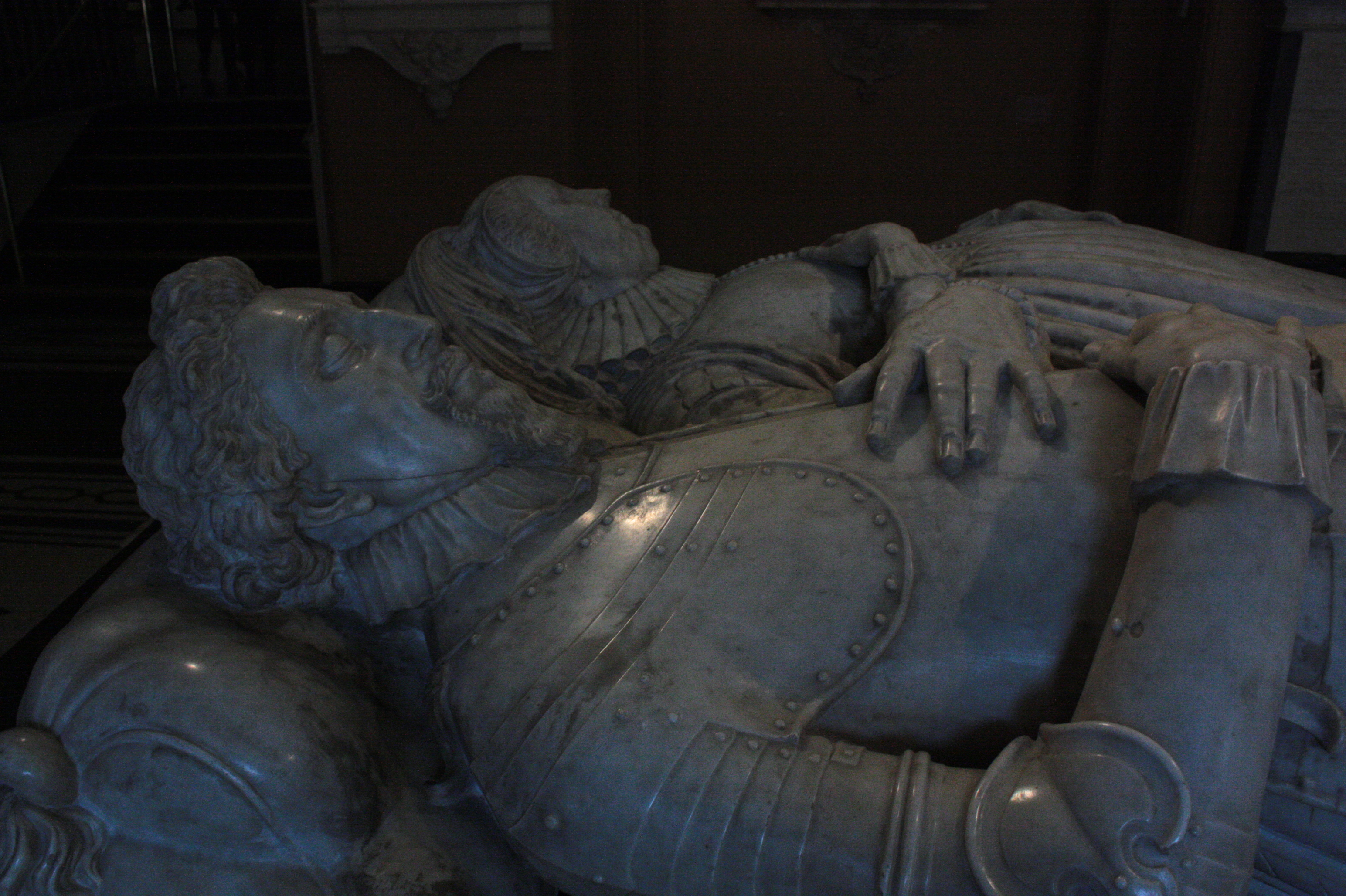
ضريح السيد مويل فينتش، بواسطة نيكولاس ستون الأكبر، 1616، موجود الآن في متحف فكتوريا وألبرت

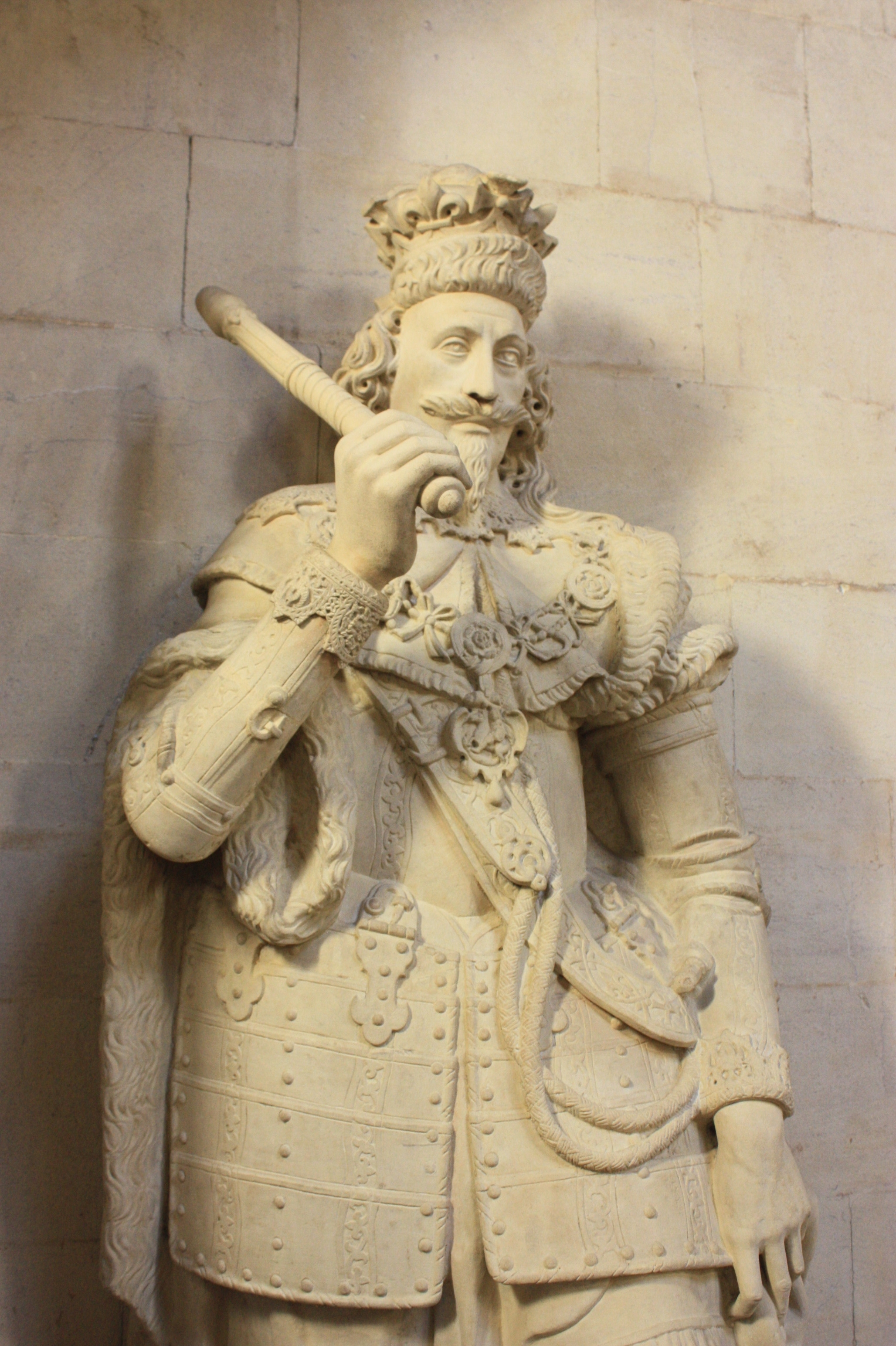
تشارلز الأول، بواسطة نيكولاس ستون، موجود في غيلدهال، لندن

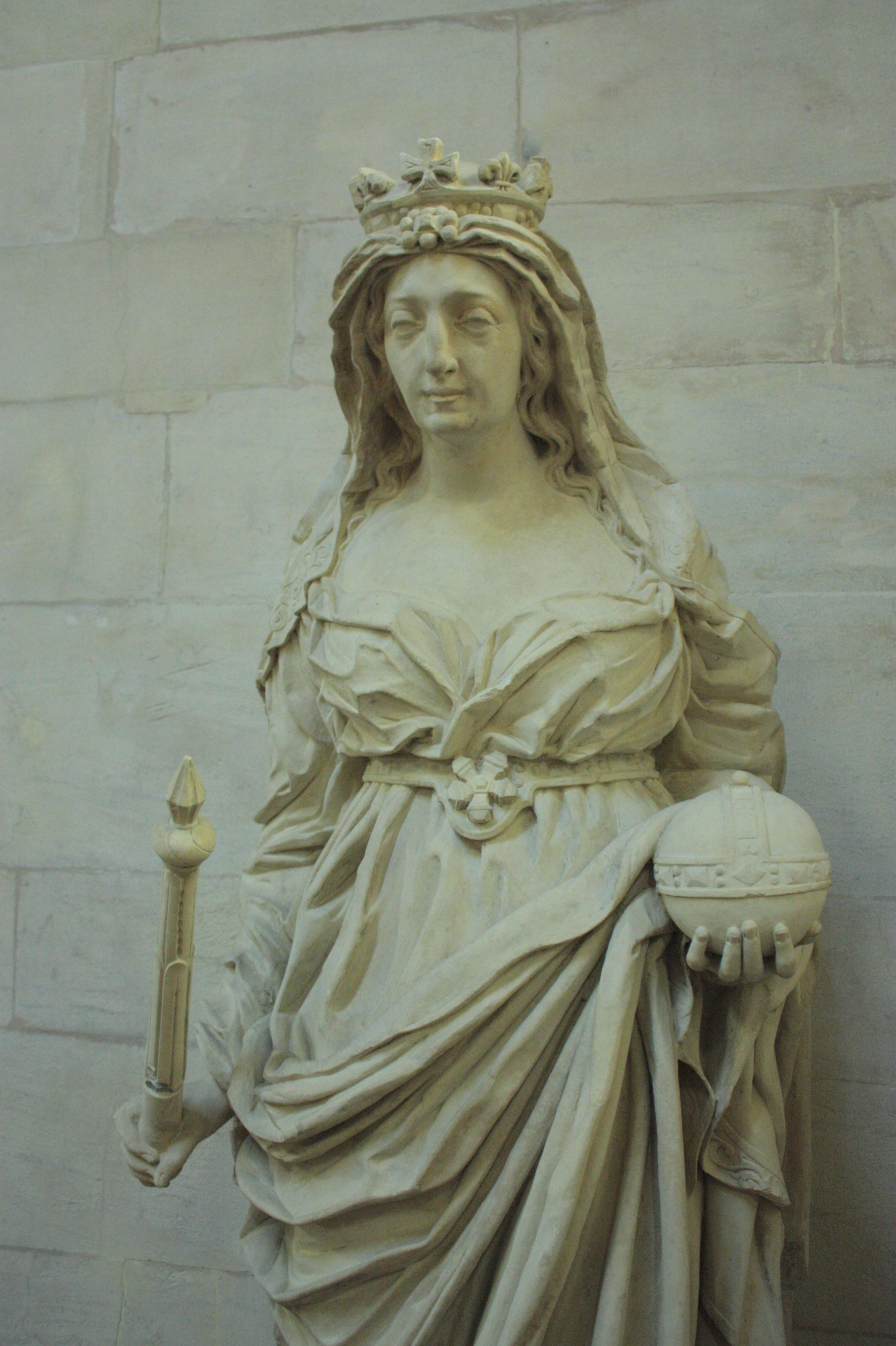
إليزابيث الأولى، بواسطة نيكولاس ستون، موجود في غيلدهال، لندن

نيكولاس ستون (1586/87 – 24 أغسطس 1647) كان نحاتًا ومعماريًا إنجليزيًا. عُين في عام 1619 رئيسَ البنائين لجيمس الأول، ولتشارلز الأول في عام 1626.
في أثناء ممارسته مهنته، لم يكن البنّاء المسؤول عن مبنى بيت المأدبات في وايت هال الذي صممه إنيغو جونز فحسب، بل كان مسؤولًا عن تنفيذ نصب جنائزية دقيقة أيضًا لمعظم الشخصيات المهمة في عصره والذين كانوا في الطليعة وفقًا للمقاييس الإنجليزية. عمل ستون، بصفته معماريًا، بنمط الباروك مجهزًا بذلك إنجلترا ببعض أمثلتها الأقرب إلى النمط الذي لم يستسغه البلد للسنوات الستين اللاحقة، واستساغه بعدها لفترة قصيرة.
عمل في إطار كان معظم النحاتين فيه «نحاتي بناء»، أي يدمجون النحت والعمارة معًا. كانت جودة عمله متغيرة، ربما لأن معظم أعماله كانت تُنجز بواسطة زملائه في ورش العمل. كان التأثير الهولندي مهيمنًا على النحت الإنجليزي وعلى تدريب ستون، إلا أن استيراد الآثار الكلاسيكية القديمة أثر في أعماله اللاحقة. استمرت طلبات قليلة على منحوتات غير الأضرحة في إنجلترا في أثناء مسيرته، وقد طوّر الأنواع الإنجليزية التي كانت موجودة في القرن السابق.

## نشأته
وُلد نيكولاس ستون في عام 1586، ابنًا لعامل محجر في وودبوري قرب مدينة إكستر. تتلمذ في البداية على يد إسحاق جيمس، وهو بنّاء هولندي الولادة من لندن يعمل في ساوث وارك في لندن.
عندما قام البنّاء هندريك ده كايزر (1567-1621)، سيد البناء في مدينة أمستردام، بزيارة إلى لندن، تعرّف ستون عليه وتعاقد معه على عمل له في هولندا، حيث تزوج ابنة ده كايزر وعمل مع ابنه بيتر. يُعتقد أن ستون قد بنى رواق كنيسة وستر في أمستردام. في عام 1613، عاد إلى لندن مع برنارد، وهو تلميذ ده كايزر وزميله، واستقرا في لونغ أكر، كنيسة سانت مارتن إن ذا فيلدز، حيث أسس مكانًا للتدريب وورش العمل وسرعان ما أصبح ستون النحات الإنجليزي الأفضل للنصب الجنائزية.

## أعماله
دان ستون جزئيًا بنجاحه المبكر في لندن إلى إنيغو جونز، مسّاح الأرض الخاص بالملك، الذي عمل ستون تحت يده لأول مرة في زخرفة المعبد في قصر هوليرود في إدنبرة في 1616-1617 إذ تعاقد من الباطن مع ماثيو غودريك من أجل الطلاء والتذهيب. قادت هذه المشاركة في الأعمال الملكية إلى التعاقد المذهل لبناء بيت المأدبات الذي صممه إنيغو جونز والذي جعل ستون في مقدمة بنّائي لندن.
خلال حياته، دوّن ستون أعماله في سِجلين، وهما سجله الشخصي (مغطيًا الفترة ما بين 1614-1641) وسجل حساباته (مغطيًا الفترة ما بين 1631-1642). احتوى هذان السجلان على جميع أعماله وزبائنه، وجهّزا توثيقًا بالتفاصيل المملة عن مهنة معماري (عُرفت لاحقًا بمهنة المسّاح) الحقبة. تتضمن لائحة لأعمال أحد أقارب ستون، جون ستوكس، بعض الأعمال التي عُرفت بأنها ليست من تصميم ستون، بما في ذلك بيت المأدبات في وايت هال، لكن كان هناك بعض الإسنادات أسفل اللائحة. قاد هذا الكم من المعلومات التي تخص ستون إلى أن أهميته للعمارة الإنجليزية قد تمت المبالغة فيها دائمًا ما. ومع ذلك، أثبت التوثيق بوضوح أن ستون كان النحات الأول في إنجلترا بحلول عام 1629 وحمل في نهايات حياته لقبًا مماثلًا في العمارة. كان تعيينه الأول في المكتب الملكي للأعمال بمنصب «بنّاء ومعماري خبير» لقلعة وندسور في أبريل عام 1626؛ في عام 1632، خلف ستون وليام كيور بمنصب بنّاء خبير للقصر الملكي.

## السير وليام باستون في أوكسنيد
كان الزبون الثابت الخاص لستون لعدة سنين السير وليام باستون الذي كان يعمل على تجديد مقعده الإليزابيثي في أوكسنيد في نورفك. كلف باستون ستون ببناء نصب لأمه (المتوفاة في عام 1629) في الكنيسة في باستون، المقر الأقدم للعائلة؛ في سجل ستون الخاص، كان السعر 340 جنيهًا إسترلينيًا، وعلّق ستون قائلًا إنه عند إعداده كان «مستمتعًا بطريقة استثنائية» مع باستون اللطيف. وضع نصب السير إدموند باستون الأبسط الذي بناه ستون، دون التمثال ودون إنجاز ساعديه، إلى جانب نصب زوجته.
أُخليت أوكسنيد من كنوزها، وبيعت ولم تُهدم، لكن في عام 1809، رسم مستأجرها جون آدي ريبتون لوحة تخمينية لها، مستندًا إلى أسس وذكريات السكان المحليين، والتي وُضعت في كتاب دبليو. إتش. بارتلت وجون بريتن الآثار المعمارية القديمة لبريطانيا العظمى في عام 1809، عقب الصفحة 98. تركزت فكرة ريبتون على حديقة تنتصب في أدنى مستوى منها نافورةٌ ذات طبقتين من السكرولات العريضة المتقابلة تدعم بذلك حوضًا ضحلًا، وبُنيت هذه الحديقة بعد بيع الأوكسنيد في بيت النورفولك المنافس في بليكلينغ هال. بيّنت رسمة ريبتون بيت المأدبة مبنيًا كجناح؛ كان طرازه متقدم جدًا نسبة إلى تاريخ بنائه في عام 1630 ما جعل ريبتون الصغير يستنتج أن البيت كان «قد شيّده إيرل يارموث الأول، ليستقبل الملك تشارلز الثاني ومرافقيه، الذين زاروا أوكسنيد في عام 1676؛ كان بناءً ساميًا بنوافذ مؤطرة أُطلق عليه غرفة المأدبات. تقع تحتها شقة مقببة، أُطلق عليها غرفة فريسكتنغ، واشتُق اسمها على الأغلب من كلمة «فرسكاتي» الإيطالية التي تعني مغارة باردة». تظهر رسمة ريبتون المبنى بثلاثة أجزاء متمفصلة بنظام ضخم، مع نوافذ مستطيلة الشكل فوق النوافذ الأرضية، والنوافذ البيضوية في مشرف في الأعلى، كما تذكر السكان المحليون.
جهز ستون بيت المأدبات بمدخنة رائعة كلفت 80 جنيهًا إسترلينيًا، تحيطها شرفة ببابين وعتبة من حجر البورتلاند، و«غصن نحاسي» -على الأرجح أنه شمعدان برونزي اللون مسبوك- يزن 166 باوندًا (75 كيلوغرامًا)، وإنجاز لساعدَي باستون. كان هناك العديد من قطع الأثاث المنقوشة المتنوعة، وإطارات للصور، ودرابزينات، وأحجار رصف، بالإضافة إلى تماثيل نصفية لماركوس أوريليوس وفوستينا. زوّد الحديقة بأشكال بشرية للآلهة كيوبيد، وفينوس، وجوبيتر، وفلورا، ولحراسة الباب الأمامي، وضع شكلًا بشريًا ضخمًا لسيربيروس على قاعدة (في الأساطير اليونانية والرومانية، هو كلب حراسة مُتوحش ذو ثلاث رؤوس يحرس باب العالم السُفلي، أو مثوى الأموات، ويتألف شعر عنقه أو ذنبه من الأفاعي)، وكل ما تقدم قد اختفى منذ فترة طويلة، إلا أن تمثال ستون هيركولس ــوربما غيرهــ محفوظ في حدائق بليكلينغ. بنى ستون في الحديقة تعريشة حديدية كبيرة مصبوغة باللون الأخضر، تعلوها ثماني كرات مذهّبة. في عام 1683، أرسل ستون ابنه نيكولاس ستون الأصغر إلى إيطاليا، ومن هناك أعاد ترقية منزل حديقة جديد تم بناؤه للتو في فيلا لودوفيسي في روما «للسيد باستون»، وأرسل الرخام، والكتب المعمارية (فيغنولا، وفيتروفيوس، ونافورة روما لماغي)، والجص المصبوب إلى بلاده من ليفورنو. مع اندلاع الحرب الأهلية، توقفت العمولات من السير وليام بشكل مفاجئ في عام 1642؛ بعد خمسة أعوام، سُوّي حسابه المستحق مقابل 24 جنيهًا إسترلينيًا.

## كريستوفر هاتون في كيربي هال
كان كريستوفر هاتون يعيد بناء كيربي هال في العقد نفسه. جهّز له ستون «رؤوس لستة أباطرة، مصبوبة قواعدها في الجص، ومشكّلة من قطع أثرية» (7 جنيهات و10 بنسات)، و«رأس لأبولو، منقوش بطريقة جيدة بحجر البورتلاند، وحجمه ضعف حجم رأسه الحقيقي تقريبًا»، و«رأس لماركوس أوريليوس منقوش بالحجر» ما تزال جميعها محفوظة وموضوعة في الجبهة الشمالية فوق الرواق (سعر كل واحدة 4 جنيه إسترليني).

### النحت

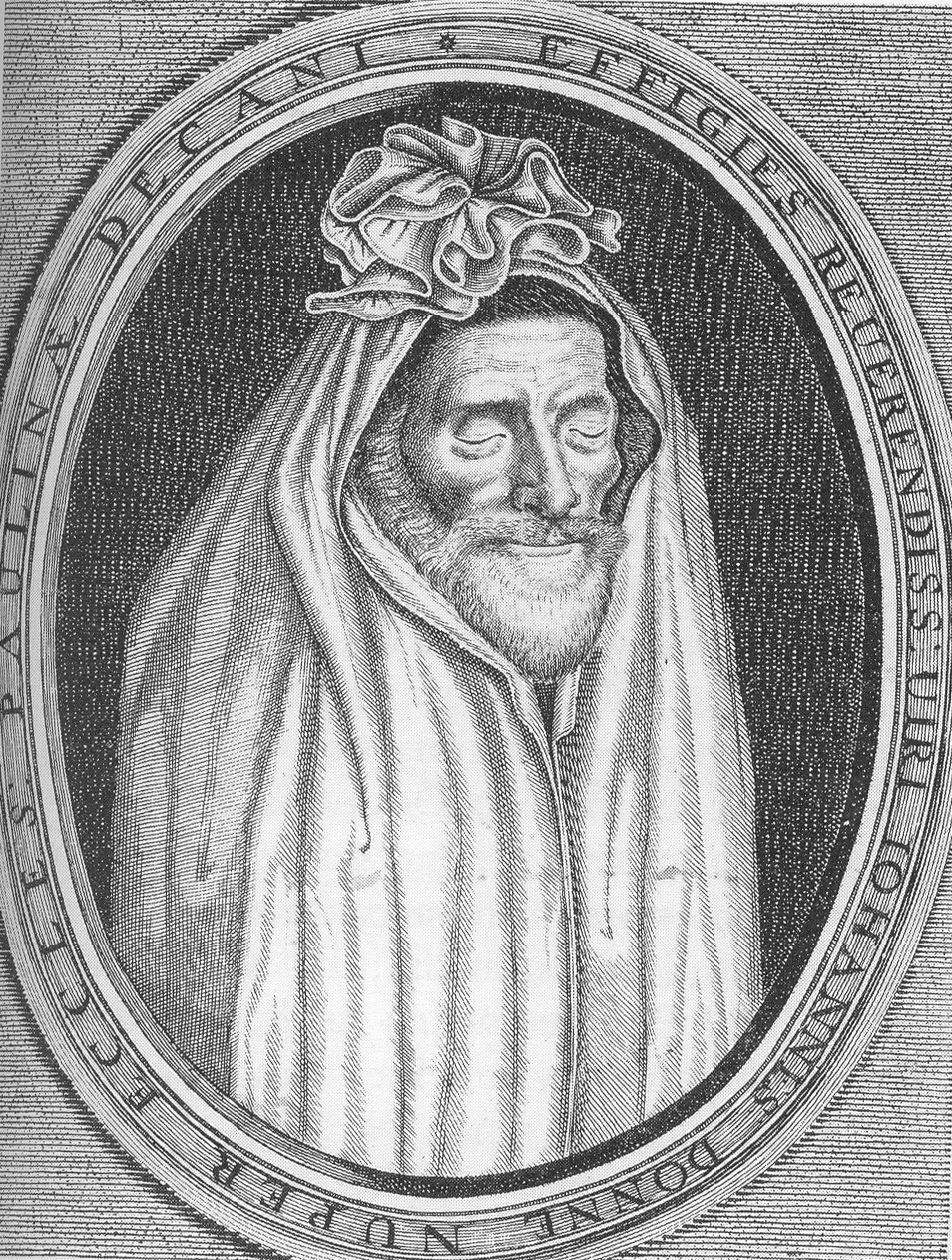
الشاعر جون دون، موضوعًا في كفنه حين كان على قيد الحياة؛ رسم لتمثاله الذي صنعه نيكولاس ستون في عام 1631 في دير وستمنتسر

في حين تلقت ورشة عمل ستون في لندن العمولات لتماثيل الحديقة، التي ربما شملت المنحوتات في مغارة إسحاق دو كوس في دير ووبرن المنسوبة حديثًا لستون، وللقطع المنزلية كالمداخن وإطارات الأبواب، فإن أغلبية منحوتات ستون الباقية هي نصب جنائزية، يجري من خلالها الآن الحكم على جودة نحته. كان ستون متأثرًا بشدة بالنمط الكلاسيكي الجديد للفن والمأخوذ من عصر النهضة الإيطالي والرخام الأروندلي الروماني (مجموعة منحوتات إغريقية قديمة)، وينعكس هذا في عملين له، كلاهما في دير وستمنستر، وهما النصبان التذكاريان للسير جون هولز وأخيه فرانسز مرتديَين كليهما درعين رومانيين يعكسان التأثير الكلاسيكي، وهو شيء جديد في إنجلترا. قيل إنه وحتى الآن، يشبه النحت الإنجليزي ما وصفته دوقة مالفي: «التمثال المصنوع من المرمر يركع على قبر زوجي».

#### بوابة مياه منزل يورك

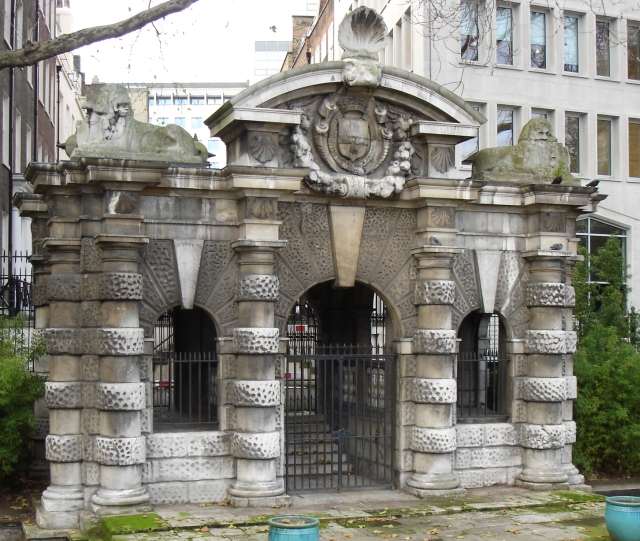
بوابة مياه منزل يورك، تُنسب إلى ستون في أغلب الأحيان.

كان منزل يورك في لندن أحد أعظم منازل الأرستقراطية التي ميزت نهر التمز خلال القرن السابع عشر. في القرن العشرين، حصل عليه الشخص المفضل لدى العائلة الملكية جورج فيليرز، الدوق الأول لباكينغهام. أعاد الدوق بناء هذا المنزل وتحديثه، وفي عام 1623، موّل إنشاء بوابة مياه ليسمح للنهر التمز بالمرور عبر الحدائق، وكان النهر في ذلك الوقت طريقة التنقل المفضلة في لندن. بالإضافة إلى منزل المأدبات، يُعد منزل يورك من البقايا القليلة الباقية في لندن التي تذكر بنمط البلاط الإيطالي لتشارلز الأول. يُعتقد أن ستون قد صمم بوابة المياه. ومع ذلك، نُسب تصميمها أيضًا إلى إنيغو جونز مع إعطاء ستون فضلًا في ذلك فقط، كما هو الحال مع منزل المأدبات. وقد نُسب التصميم أيضًا إلى الدبلوماسي والرسام السير بالتزار جيربيير.
يشير التشابه المعماري مع بوابة دانبي (في الأسفل) وتصميمها الريفي الجريء الشبيه بالشعيرية وبطريقة سيرليانية توحي بالثقة إلى أنها قد صُممت بنفس اليد التي صممت بوابة دانبي ذاتها.
في الوقت الحالي، بقي من مجمع منزل يورك بوابة المياه فقط، إذ هُدم المنزل في عام 1670 وأُعيد تطوير المكان إلى شارع فيليرز. تسبب إنشاء سد التايمز في القرن التاسع عشر بانقطاع البوابة على بعد 150 ياردة (137 مترًا) من النهر.
رُممت بوابة المياه في خمسينيات القرن العشرين.

#### بوابة دانبي في أكسفورد
تُعد بوابة دانبي المؤدية إلى حديقة جامعة أكسفورد النباتية أحد المداخل الثلاثة للحديقة، وقد صممها نيكولاس ستون بين عامي 1632 و1633. في هذا القوس المزخرف للغاية، أهمل ستون نمط بالاديو الكلاسيكي البسيط الجديد الذي كان دارجًا حينها، والذي كان قد استقدمه إنيغو جونز إلى إنجلترا من إيطاليا للتو، ورسم ما استلهمه من رسمٍ توضيحي في كتاب سيرليو عن القناطر.

## روابط خارجية
- نيكولاس ستون على موقع الموسوعة البريطانية (الإنجليزية)
- نيكولاس ستون على موقع إن إن دي بي (الإنجليزية)